# Elecciones estatales de Baja Sajonia de 1978
Las Elecciones estatales de Baja Sajonia de 1978 se llevaron a cabo el 4 de junio de 1978, con el propósito de elegir a los miembros del Landtag de Baja Sajonia. Los dos únicos partidos que pudieron entrar en el parlamento fueron la CDU (que obtuvo la mayoría absoluta) y el SPD.  La elección tuvo una participación del 78,51%.

## Resultados
| Partido | Partido        | Votos   | %     | Mand. directos | Escaños |
| ------- | -------------- | ------- | ----- | -------------- | ------- |
|         | CDU            | 1989326 | 48,66 | 61             | 83      |
|         | SPD            | 1723638 | 42,16 | 38             | 72      |
|         | FDP            | 171514  | 4,20  |                |         |
|         | GLU            | 157733  | 3,86  |                |         |
|         | NPD            | 17613   | 0,43  |                |         |
|         | DKP            | 12700   | 0,31  |                |         |
|         | FU             | 10855   | 0,27  |                |         |
|         | KBW            | 2779    | 0,07  |                |         |
|         | AUD            | 1293    | 0,03  |                |         |
|         | VPD            | 472     | 0,01  |                |         |
|         | EAP            | 186     | 0,00  |                |         |
|         | Independientes | 74      | 0,00  |                |         |
| Total   | Total          | 4088183 |       | 99             | 155     |